# 太田鉄道

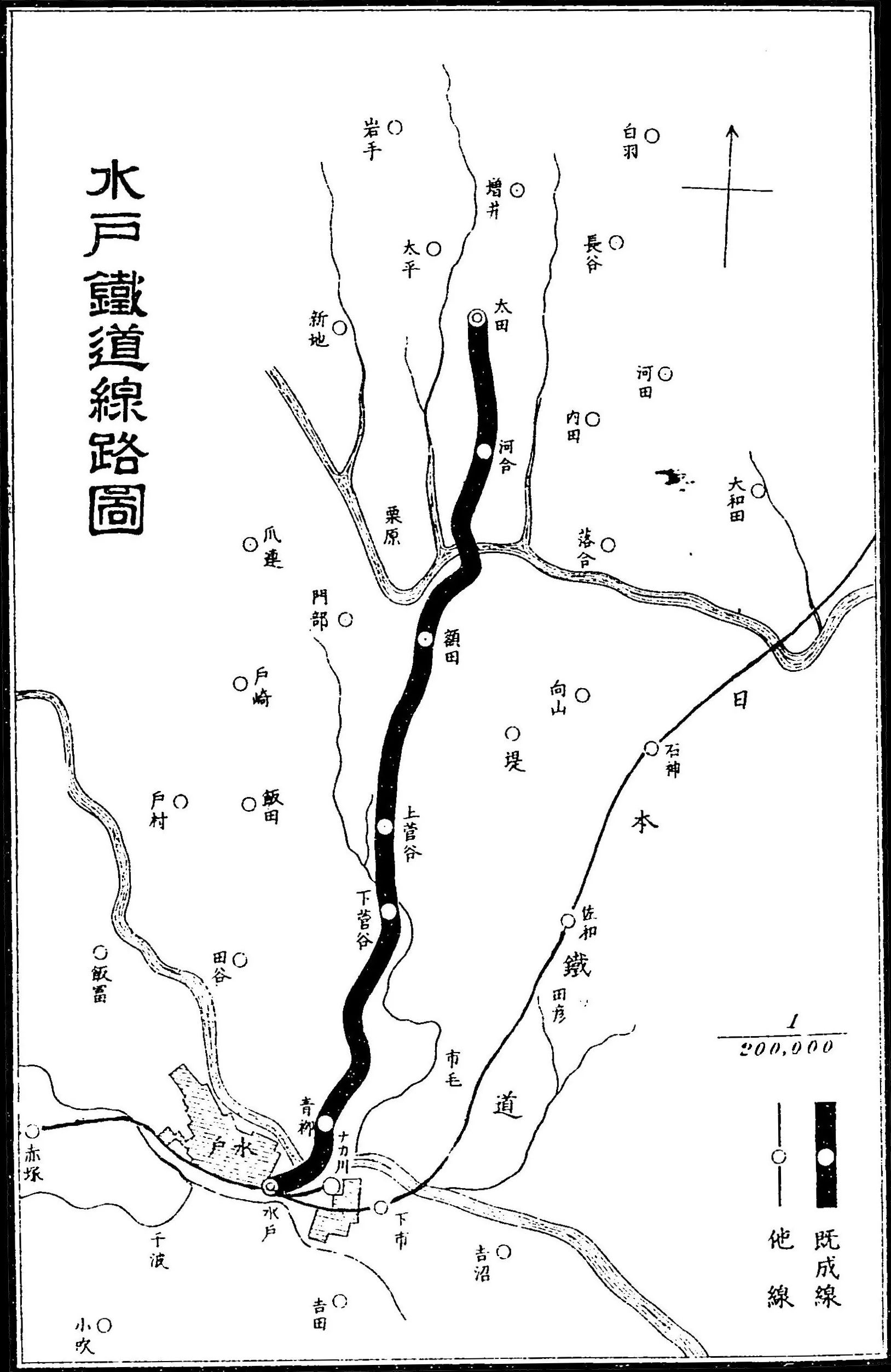
水戸鉄道株式会社（2代） 　 1906年の路線図

太田鉄道（おおたてつどう）は茨城県水戸市と久慈郡太田町（現常陸太田市）を結ぶため建設された私設鉄道およびその運営会社である。多額の負債をかかえ水戸鉄道（2代）へ事業譲渡され、後に国有化され東日本旅客鉄道（JR東日本）水郡線の一部となった。

## 歴史

### 太田鉄道
水戸市-太田町間の鉄道構想は1887年（明治20年）茨城県北部の有志が太田町に集まり馬車鉄道敷設を討議したことに始まる。そして敷設費用調査と、貨客の数量の調査をはじめることになった。一方1889年（明治22年）には水戸-小山間を開業していた水戸鉄道（のちのJR水戸線）に対し太田町への敷設の意志を照会していた。しかしその意思が無いことがわかり1890年（明治23年）に発起人総会を開き水戸-太田間に馬車鉄道を敷設することを決議、測量技師の磯長得三の調査により工事可能との回答をうけ敷設調書を作成し、1891年（明治24年）に当局へ必要書類を提出した。このとき会社名は常北馬車鉄道とし、創立事務所を水戸市に置いた。賛同者は大田町長、幸久村長をはじめ地元の有力者たち45名であった。
1892年（明治25年）7月18日 馬車鉄道敷設特許状が下付されたので大田町で会議を開き工事着手の手順を協議していたところ席上軽便鉄道に変更したい旨の動議がおこった。そこで再び磯長得三に調査を依頼し、可能であるとの回答を受け新たに太田鉄道を起こすこととし、資本金は16万円、株数は3200株うち970株を発起人で引き受けることを決めた。そして11月に軌間762mmの小機関車鉄道に変更することを願い出た。発起人は39名うち14名は太田町出身者でほかは久慈、那珂郡そして水戸市出身者であった。1893年（明治26年）4月8日 仮免状が下付された。8月に創立総会をひらき取締役5名と監査役3名を選出。9月に 佐藤信凞（第百四国立銀行取締役）を社長に選出した。12月24日に本免許状が下付され、1894年（明治27年）7月になり磯長得三を技師長として水戸-久慈川間を起工した。
ところが水戸-久慈川間の工事は12月末に完成したものの折悪しく日清戦争による不況により株金の払込が滞るようになりその後の工事に支障がでるようになる。久慈川の架橋工事の困難さに加え、主任技師が応召して代わりが見つからなかったこと、久慈郡幸久村と那珂郡額田村両岸から同時着工しないと洪水発生のおそれがあることから1年以上にわたり村との交渉に費やされ、1895年（明治28年）10月になり幸久村沿岸の先行工事で決着をみることになった。また役員や株主間の軋轢及びそれに起因する社長更迭により会社の業務は停滞し、反主流派は株金の払込遅滞や土地買収の妨害をするなど問題が起きていた。こうしたなか1895年（明治28年）1月に社長の佐藤信凞が辞任し小山田信蔵が就任した。当初小山田は固辞したものの追加発起人で100株を引受た侯爵徳川篤敬（水戸徳川家）の依頼により社長に就任する。12月の臨時株主総会で水戸駅で日本鉄道と連絡する関係から軌間1067mmの普通鉄道にすること、資本金を34万円にすることを決議した。しかし1896年（明治29年）4月普通鉄道の認可はおりたものの金策で行き詰まり工事は進まず経営不振の責任をとり1896年（明治29年）12月役員全員が辞任する。
1897年（明治30年）3月に臨時株主総会を開き不足する建設資金と既借入金返済のため十五銀行より20万円を借入れることと未払いの株主に対し権利を失効させることを決議。そして空席の社長に飯村丈三郎が就任することになったが早くも5月に辞任してしまう。かわって6月に久能木宇兵衛が社長に就任した。久能木は資本金を68万円に増資し、工事続行するために金策に奔走したがさらに借入金を重ねて11月16日水戸 - 久慈川間が開業を見ることになる。しかし終点の久慈川は久慈川架橋工事が未完成のため額田村久慈川河岸に一時的に設けられたもので、太田町へは馬車を使わねばならず不便であり当然利用者は少なく、営業収入も予想を下回っていた。このため久慈川-太田間の工事を進めることとし1899年（明治32年）2月銀行から5万円の借入した。そして元日本鉄道建築課長長谷川謹介に工事監督を委嘱しついに久慈川鉄橋が完成し4月1日久慈川 - 太田間開業をみることになった。しかし営業成績は上向かず、8月に久能木社長以下役員全員が辞任した。さらに9月の役員選考では選ばれた全員が辞退し社内は混迷した。再び開かれた臨時株主総会でようやく佐藤信次が社長に就くことになる。
1900年（明治33年）6月の決算では5万3千円余の欠損が発生。建設金は58万9479円。資本金68万円のうち払込みは35万7910円にすぎず借入金は25万円もあった。利子の支払も滞り株主の中には鉄道売却の意見もでてくるようになった。こういったなか臨時株主総会を開き鉄道売却の議案を提出を図ろうとしたところ反対派の株主達が太田区裁判所に申請し仮処分の執行により総会を差し止められる。それでも7月になると鉄道売却派を中心に臨時株主総会を開き一切の事業を水戸鉄道（2代）へ売却することを決議、さらに8月には会社の任意解散と清算人の選定の件で臨時株主総会を開こうとしたところ再び反対派の株主達が水戸地方裁判所に仮処分の申請をし総会を差し止められる事態となった。内紛がおさまらいため鉄道の運行を休止する。10月に臨時株主総会を開き役員を総取替して再度鉄道譲渡及び会社任意解散を諮ろうとしたところ、また反対派の上訴により東京控訴院の命令で停会の措置を受けることになった。
こうして紛糾した鉄道譲渡問題も裁判所の和解勧告や取引銀行の介入、政界有力者の助言により反対派も軟化をみせ1901年（明治34年）4月の臨時株主総会において全事業を28万円で水戸鉄道（2代）へ譲渡及び太田鉄道の任意解散が決議されることになった。 そして10月21日 太田鉄道が水戸鉄道（2代）に全事業を譲渡し運行を開始。これに伴い太田鉄道は解散した。

### 水戸鉄道
会社発足時の役員は専務取締役に伴野乙矢（十五銀行支配人）、取締役成瀬正恭（十五銀行副支配人兼預金課長）、中根虎四郎（安田銀行庶務部長）と十五銀行と安田銀行関係者であったが、まもなく安田銀行関係者はぬけてしまう。本社は東京の十五銀行内であり、株主はわずか9人であった。この時代は設備改善もされず「日々の僅かな運賃収入から徐々に回収していく」状況であったとみられる。
十五銀行は水戸鉄道（2代）の売り先を探していたが安田家から借金をしていた元太田鉄道社長の小山田の仲介により1907年（明治40年）8月15日水戸鉄道（2代）株2600株全部を285000円で安田家が取得した。本社を日本橋区小舟町3丁目に移転。役員も太田弥五郎（善次郎の妹婿）、杉田巻太郎、藤田善兵衛、安田善之助、安田善彦（善次郎の養子）ら安田家関係者に変わった。
1910年（明治43年）軽便鉄道法が交付され、水戸鉄道（2代）は1911年（明治44年）2月軽便鉄道に指定された。このころ鉄道院では勝田から大宮に至る軽便線の建設を計画していた。この路線が建設されれば死活問題となる水戸鉄道（2代）は1915年（大正4年）12月21日に上菅谷から大宮に至る路線を申請し、1916年（大正5年）3月鉄道免許状が下付された。1918年（大正7年）6月上菅谷 - 瓜連間、10月瓜連 - 常陸大宮間開業。この建設により福島（郡山）地方への重要な連絡路の役割をはたし貨客の輸送量は増大し経営は好転していった。
一方勝田-大宮間の軽便線の計画を潰された形となったが衆議院議員（茨城県選出、政友会）根本正の熱心な議会活動により1919年（大正8年）大宮-郡山間（大郡線）の予算計上に成功、さっそく工事着手、1922年（大正11年）12月10日大郡線常陸大宮 - 山方宿間の開業をみることになる。
1927年（昭和2年）水戸鉄道（2代）は「国有鉄道既設線との線路の系絡をはかり円滑な連絡をおこなう」との理由で買収されることになり法律第29号が公布され、12月1日水戸鉄道（2代）水戸-太田間、上菅谷-常陸大宮間延長20哩30鎖を買収、水郡線と名付けられた。買収価額は3,363,813円であった。

### 沿革
- 1892年（明治25年）
  - 7月18日 馬車鉄道敷設特許（日本鉄道水戸駅-久慈郡太田町間）[30]
  - 11月15日馬車鉄道を小機関車鉄道に変更願[31][32]
- 1893年（明治26年）
  - 4月8日 太田鉄道に対し仮免状下付[30]
  - 12月22日 免許状下付（久慈郡太田町-水戸市間 軌間762mm 発起人総代大内義行）[33]。太田鉄道設立（社長佐藤信凞）[5]
- 1894年（明治27年）鉄道敷設免許却下（水戸市-東茨城郡下大野村間）[30]
- 1896年（明治29年）4月17日 普通鉄道の変更認可[34][35]
- 1897年（明治30年）11月16日 水戸 - 久慈川間が開業[36]
- 1899年（明治32年）4月1日 久慈川 - 太田間開業[37]
- 1900年（明治33年）8月20日 水戸鉄道（2代）に対し鉄道免許状下付[38][39]
- 1901年（明治34年）
  - 10月20日 水戸鉄道（2次）設立[40]
  - 10月21日 太田鉄道が水戸鉄道（2代）に事業を譲渡[41]
- 1911年（明治44年）2月16日 軽便鉄道指定[38]
- 1916年（大正5年）3月27日 鉄道免許状下付（那珂郡菅谷村-同郡大宮町）[42]
- 1918年（大正7年）
  - 6月12日 上菅谷 - 瓜連間開業[43]。
  - 10月23日 瓜連 - 常陸大宮間開業[44]
- 1922年（大正11年）12月10日 鉄道省大郡線常陸大宮 - 山方宿間開業[45]。
- 1925年（大正14年）8月15日 大郡線山方宿 - 上小川間開業[46]
- 1927年（昭和2年）
  - 3月10日 大郡線上小川 - 常陸大子間開業[47]。
  - 12月1日 水戸鉄道（2代）が買収され国有化。大郡線を編入して水戸 - 常陸大子間および上菅谷 - 常陸太田間を水郡線とする[48]。青柳駅を常陸青柳駅に、太田駅を常陸太田駅に改称。機関車6両、客車21両、貨車44両を引継ぐ。

## 駅一覧
| 名称       | 駅間距離（哩） | 設置日         | 所在地       | 備考                                                                            |
| ---------- | -------------- | -------------- | ------------ | ------------------------------------------------------------------------------- |
| 水戸       |                |                |              |                                                                                 |
| 青柳       | 1.2            | 1897年11月16日 | 那珂郡川田村 | 国有化時に常陸青柳に改称                                                        |
| 清水原     | -              | 1912年10月11日 |              | 1916年11月1日廃止。行楽客のため毎年秋期のみ開設                                 |
| 下菅谷     | 3.7            | 1897年11月16日 | 同郡菅谷村   |                                                                                 |
| 上菅谷     | 1.4            | 1897年11月16日 | 同郡菅谷村   |                                                                                 |
| 額田       | 2.2            | 1897年11月16日 | 同郡額田村   |                                                                                 |
| 久慈川     | -              | 1897年11月16日 |              | 官報では1899年4月17日より廃止とあるが、 5月10日まで貨物取扱駅として存続していた |
| 河合       | 1.9            | 1899年9月7日   | 久慈郡幸久村 |                                                                                 |
| 太田       | 1.7            | 1899年4月1日   | 同郡太田町   | 国有化時に常陸太田に改称                                                        |
|            |                |                |              |                                                                                 |
| （上菅谷） |                |                |              |                                                                                 |
| 常陸鴻巣   | 2.1            | 1918年6月12日  | 那珂郡芳野村 |                                                                                 |
| 瓜連       | 2.0            | 1918年6月12日  | 同郡瓜連村   |                                                                                 |
| 静         | 0.9            | 1919年2月1日   | 同郡静村     | 1918年11月20日-22日静神社参拝客のため臨時停留場設置                             |
| 常陸大宮   | 3.3            | 1918年10月23日 | 同郡大宮町   |                                                                                 |

- 駅間距離、所在地は『鉄道停車場一覧 : 附・関係法規||線路図運賃早見表. 昭和2年版』（国立国会図書館デジタルコレクション）による

## 輸送・収支実績
| 年度 | 輸送人員（人） | 貨物量（トン） | 営業収入（円） | 営業費（円） | 営業益金（円） | その他損金（円） | 支払利子（円） |
| ---- | -------------- | -------------- | -------------- | ------------ | -------------- | ---------------- | -------------- |
| 1897 | 24,687         | 1,913          | 5,349          | 3,167        | 2,182          |                  |                |
| 1898 | 176,635        | 11,025         | 25,716         | 25,521       | 195            |                  |                |
| 1899 | 213,418        | 14,208         | 34,294         | 33,859       | 435            |                  |                |
| 1900 | 246,757        | 19,119         | 41,304         | 36,938       | 4,366          |                  |                |
| 1901 | 223,424        | 20,211         | 42,696         | 34,457       | 8,239          |                  |                |
| 1902 | 215,740        | 24,829         | 45,059         | 30,016       | 15,043         |                  |                |
| 1903 | 191,239        | 30,970         | 47,336         | 28,177       | 19,159         |                  |                |
| 1904 | 169,897        | 32,512         | 45,357         | 29,724       | 15,633         |                  |                |
| 1905 | 160,327        | 35,054         | 47,086         | 34,241       | 12,845         |                  |                |
| 1906 | 167,197        | 40,901         | 53,757         | 35,283       | 18,474         |                  |                |
| 1907 | 190,780        | 47,254         | 59,774         | 32,433       | 27,341         |                  |                |
| 1908 | 208,996        | 44,455         | 60,940         | 35,472       | 25,468         | 償却金500        | 113            |
| 1909 | 214,109        | 39,511         | 62,231         | 35,277       | 26,954         |                  | 226            |
| 1910 | 211,159        | 37,176         | 59,699         | 31,419       | 28,280         | 損失補填金2,256  | 455            |
| 1911 | 228,156        | 44,991         | 67,044         | 34,335       | 32,709         |                  | 497            |
| 1912 | 229,064        | 49,697         | 71,554         | 38,041       | 33,513         | 償却金100        | 582            |
| 1913 | 250,509        | 54,810         | 78,241         | 39,698       | 38,543         |                  | 651            |
| 1914 | 254,592        | 47,674         | 76,551         | 41,623       | 34,928         |                  | 724            |
| 1915 | 254,254        | 46,161         | 76,470         | 42,305       | 34,165         |                  | 898            |
| 1916 | 269,841        | 52,612         | 81,087         | 44,886       | 36,201         |                  | 1,133          |
| 1917 | 305,611        | 62,771         | 87,420         | 58,596       | 28,824         |                  | 1,317          |
| 1918 | 400,562        | 78,125         | 128,998        | 99,339       | 29,659         |                  | 704            |
| 1919 | 576,322        | 106,137        | 203,923        | 163,016      | 40,907         |                  | 16,103         |
| 1920 | 627,890        | 90,231         | 257,535        | 221,341      | 36,194         |                  | 14,494         |
| 1921 | 609,979        | 90,016         | 305,544        | 208,725      | 96,819         |                  |                |
| 1922 | 630,764        | 98,008         | 337,361        | 207,079      | 130,282        |                  |                |
| 1923 | 710,864        | 117,830        | 373,871        | 221,954      | 151,917        | 雑損金335        |                |
| 1924 | 696,375        | 129,469        | 394,213        | 214,045      | 180,168        |                  |                |
| 1925 | 704,553        | 118,241        | 392,439        | 216,777      | 175,662        |                  |                |
| 1926 | 678,773        | 130,339        | 397,272        | 221,106      | 176,166        |                  |                |
| 1927 | 585,218        | 123,343        | 395,043        | 211,824      | 183,219        | 雑損906          |                |

- 鉄道局年報、鉄道院年報、鉄道院鉄道統計資料、鉄道省鉄道統計資料、鉄道統計資料各年度版

## 車両
国有化により機関車6両、客車21両、貨車44両が引継がれた。
- 機関車
太田鉄道では前述のように軌間762mmから1067mmに変更となったため注文していた機関車は処分された。詳細は竜崎鉄道1号蒸気機関車を参照。開業にあたりアメリカピッツバーグ・ロコモティブ・アンド・カー・ワークスよりCタンク機関車2両を新製。水戸鉄道（2代）になり1916年に鉄道院より2両、1925年に揖斐川電気（元養老鉄道）より2両購入し、計6両が在籍した。

- 客車
統計では1897年度-1907年度まで8両在籍している。1902年に一等が廃止されている[56]。1908年度より1911年度には6両となる。1912年南海鉄道より2軸客車3両を購入。1917年には国鉄より2軸客車4両[57]、1925年揖斐川電気より2軸客車6両を購入、1927年に郵便車2両[58]を新製し、計23両が在籍していた。

| 使用開始 | 形式番号          | 購入元     | 国有化後 | 製造年 | 製造所       | 前歴                                                      |
| -------- | ----------------- | ---------- | -------- | ------ | ------------ | --------------------------------------------------------- |
| 1897     | A1形 1            | 新製       | 1690     | 1896   | ピッツバーグ |                                                           |
| 1897     | A1形 2            | 新製       | 1691     | 1896   | ピッツバーグ |                                                           |
| 1916     | A2形 10           | 鉄道院     | 1680     | 1896   | ナスミス     | 北越鉄道2→鉄道院1110                                      |
| 1916     | A2形 11           | 鉄道院     | 1681     | 1895   | ナスミス     | 鉄道作業局180→鉄道院1103                                  |
| 1925     | 21形 21           | 揖斐川電気 | 1710     | 1896   | ダブス       | 讃岐鉄道8→山陽鉄道140→鉄道院1230→養老鉄道（揖斐川電気）11 |
| 1925     | 21形 22           | 揖斐川電気 | 1711     | 1896   | ダブス       | 讃岐鉄道9→山陽鉄道141→鉄道院1231→養老鉄道（揖斐川電気）12 |
|          | ロハニ21→フロハ21 |            |          |        |              |                                                           |
|          | ロハ23            |            |          |        |              |                                                           |
|          | ハニ12→フハ12     |            |          |        |              |                                                           |
|          | ハ14              |            |          |        |              |                                                           |
|          | ハ15              |            |          |        |              |                                                           |
|          | ハ16              |            |          |        |              |                                                           |
| 1912     | ハ31              | 南海鉄道   | ハ1685   | 1900   | 汽車製造     | 南海鉄道は83                                              |
| 1912     | ハ32              | 南海鉄道   | ハ1686   | 1900   | 汽車製造     | 南海鉄道は88                                              |
| 1912     | ハ33              | 南海鉄道   | ハ1687   | 1900   |              | 南海鉄道は89                                              |
| 1917     | ロハ24            | 鉄道院     |          |        | 三田製作所   | 房総鉄道ろは4→鉄道院ロハ909                               |
| 1917     | ハフ3             | 鉄道院     |          |        | 松井工場     | 北越鉄道ハブ6→鉄道院ハニ3680                              |
| 1917     | ハニ11→フハ11     | 鉄道院     |          |        | 三田製作所   | 北越鉄道ハブ1→鉄道院ハ3307                                |
| 1917     | ハニ13→フハ13     | 鉄道院     |          |        | 三田製作所   | 北越鉄道ハブ2→鉄道院ハ3308                                |
| 1925     | ロハ25            | 揖斐川電気 |          |        |              | ？→揖斐川電気ロハ14                                       |
| 1925     | ハ34              | 揖斐川電気 | ハ1691   | 1900   | 日本車輌     | 南海鉄道は48→養老鉄道（揖斐川電気）ハ23                   |
| 1925     | ハ35              | 揖斐川電気 | ハ1692   | 1898   | 日本車輌     | 南海鉄道は50→養老鉄道（揖斐川電気）ハ25                   |
| 1925     | ハ36              | 揖斐川電気 | ハ1688   | 1900   | 汽車製造     | 南海鉄道は70→養老鉄道（揖斐川電気）ハ31                   |
| 1925     | ハ37              | 揖斐川電気 | ハ1689   | 1900   | 汽車製造     | 南海鉄道は78→養老鉄道（揖斐川電気）ハ35                   |
| 1925     | ハニ38            | 揖斐川電気 | ハ1690   | 1900   | 日本車輌     | 南海鉄道は95→養老鉄道（揖斐川電気）フハ40                 |
| 1927     | ユニ1             | 新製       | ユニ3910 | 1926   | 日本車輌     |                                                           |
| 1927     | ユニ2             | 新製       |          |        |              |                                                           |

- 鉄道省文書『養老鉄道』『水戸鉄道』、『客車略図』、「南海の二軸客車」

### 車両数の変遷
| 年度      | 機関車 | 客車 | 貨車 | 貨車 |
| 年度      | 機関車 | 客車 | 有蓋 | 無蓋 |
| --------- | ------ | ---- | ---- | ---- |
| 1897-1907 | 2      | 8    | 20   | 20   |
| 1908-1911 | 2      | 6    | 6    | 24   |
| 1912-1916 | 2      | 9    | 6    | 24   |
| 1917      | 4      | 13   | 11   | 24   |
| 1918-1924 | 4      | 13   | 18   | 24   |
| 1925      | 6      | 19   | 20   | 24   |
| 1926      | 6      | 19   | 20   | 24   |
| 1927      | 6      | 21   | 20   | 24   |

- 鉄道局年報、鉄道院年報、鉄道院鉄道統計資料、鉄道省鉄道統計資料、鉄道統計資料各年度版